# Rauschformung
Der Begriff Rauschformung (engl. noise shaping) bezeichnet ein Verfahren, bei dem das Quantisierungsrauschen eines digitalen Signals in bestimmten Frequenzbereichen stärker konzentriert wird und es dadurch zu einer Verschiebung der Rauschenergie im Frequenzspektrum kommt. Die Rauschenergie selbst wird dabei nicht abgeschwächt – vielmehr wird das Rauschen durch das Verfahren in Frequenzbereiche „geschoben“, die für die weitere Signalverarbeitung ohne Bedeutung sind. Diese Frequenzbereiche können dann beispielsweise mittels Filtern gedämpft werden und damit das Rauschen unterdrückt werden.

## Allgemeines
Die Rauschformung wird nicht nur bei dem oben erwähnten Quantisierungsrauschen angewendet, sondern auch beim sogenannten Rundungsrauschen. Digitale Filter bestehen aus Rechenwerken, die nur eine beschränkte, endliche Auflösung in der Zahlendarstellung besitzen. Dadurch kommt es im Rahmen der Berechnungen zu unvermeidlichen Rundungen der berechneten Ergebnisse, die sich ähnlich wie das Quantisierungsrauschen als Störung im Signal bemerkbar machen können. Zur Minimierung dieses Rundungsrauschens kommen auch Verfahren der Rauschformung zur Anwendung.

## Funktionsweise
Das spektrale Formen des Quantisierungsrauschens funktioniert im Prinzip dadurch, dass an der Quelle, an der durch die Quantisierung (AD-Wandler) oder Rundung (digitaler Filter) eine kleine Signalabweichung auftritt, dieses sogenannte Fehlersignal erfasst wird und meistens über einen Filter an den Eingang der Quantisierungsstufe invertiert zurückgegeben wird. Das Quantisierungsrauschen, nicht das Nutzsignal, wird dadurch negativ rückgekoppelt. Damit wird, wenn beispielsweise ein Samplewert einen Rundungsfehler von −1/4 Bit in der Darstellung aufweist, dieser Fehlerwert bei dem nächsten Abtastwert mit invertierten Vorzeichen zusätzlich zum Eingangssignal addiert. In diesem Fall ist der Rückkopplungsfilter nur eine zeitliche Verzögerung um einen Abtastwert, die einfachste Möglichkeit der Rauschformung.
Damit nun überhaupt Bruchteile eines Quantisierungsschrittes, wie z. B. 1/4 Bit, als Fehler erfasst werden können, muss das Rechenwerk bei der Signalverarbeitung über eine entsprechend größere Genauigkeit (Wortbreite) verfügen als die restlichen Signalpfade. Unter anderem aus diesem Grund weisen die Akkumulatoren in heute üblichen Signalprozessoren meist die Möglichkeit einer erweiterten Zahlendarstellung auf und bieten somit die Möglichkeit, in digitalen Filtern das Rundungsrauschen mittels Rauschformung zu minimieren. In hardwarebasierenden digitalen Filtern, realisiert beispielsweise in FPGAs, müssen dafür entsprechende zusätzliche Signalwege zur Verfügung gestellt werden.
Durch entsprechende Wahl des Filters für das Fehlersignal im Rückkopplungszweig und entsprechenden zeitlichen Verzögerungen kann damit das Quantisierungsrauschen spektral verschoben und somit geformt werden. Für praktisch realisierte Implementierungen gibt es verschiedene komplexe Rückkopplungsfilter höherer Ordnung.

## Noise Shaping in der Audiotechnik
In der digitalen Audiotechnik wird die Rauschformung auch nach psychoakustischen Vorgaben gefiltert, um es im Gesamteindruck „leiser“ und weniger aufdringlich zu gestalten. So kann in der Audiotechnik die Rauschenergie in Frequenzbereiche verschoben werden, in denen das menschliche Gehör weniger empfindlich ist. Das ist zum Beispiel der Bereich von 16 kHz bis 20 kHz, der zudem von älteren Hörern nur noch mangelhaft oder gar nicht wahrgenommen wird, und in dem sich im Falle von Musik zumeist ohnehin keine wichtigen Signalanteile mehr befinden.
Die Filter im Audiobereich entsprechen diversen, oft von Firmen entwickelten Vorgaben, die meist auf der inversen Gehörkurve des menschlichen Ohres fußen (vgl. Fletcher-Munson-Kurven), Beispiele sind der POW-R-Algorithmus des POW-R-Consortium LLC und der Super-Bit-Mapping-Algorithmus von Sony.
Noise Shaping wird in der Audiotechnik meist in Verbindung mit Dither angewendet – dadurch wird eine Optimierung des Signal-/Rauschabstandes erreicht.
Die Filterung erfolgt über eine begrenzte Loop-Schleife, in den meisten Fällen ein FIR-Filter, und wird nach der „Methode der kleinsten Quadrate“ berechnet.
Das Noise Shaping kann unabhängig vom vorliegenden Material angewendet werden, oder adaptiv (vom Material abhängig) erfolgen. Durch adaptives Noise Shaping, das durch sich stetig ändernde Filterkoeffizienten abhängig vom vorliegenden Material durchgeführt wird, lassen sich bessere Ergebnisse erzielen (d. h. eine Verbesserung des Rauschabstandes). Allerdings ist ein solches Filter nicht mehr nullphasig.
Noise Shaping findet vor allem in Verbund mit Überabtastung (oversampling) statt, wodurch beide Begriffe fälschlicherweise meistens als Synonym gebraucht werden. Besonders beim Delta-Sigma-Wandler ist Noise Shaping unerlässlich, da in diesen Systemen der Quantisierungsfehler verhältnismäßig groß ausfällt.
Durch entsprechend hohe Überabtastung kann das Quantisierungsrauschen sogar zum Teil in Frequenzbereiche geschoben werden, die danach mit einem digitalen Filter vollkommen vom Nutzsignal getrennt werden können.
Ein Verfahren, das zwischen Dithering und Noise Shaping liegt, ist der UV22-HR-Algorithmus der Firma Apogee Electronics. Dabei wird der hinzugefügte Dither bereits vor seiner Beimischung spektral geformt und im oberen Frequenzbereich (nahe der Nyquist-Frequenz) hinzugefügt.